# بنای مقام حسین
بنای مقام حسین مربوط به دوره قاجار است و در شوشتر، خیابان رجایی غربی، روبروی بیمارستان والفجر واقع شده و این اثر در تاریخ ۱۷ اسفند ۱۳۸۱ با شمارهٔ ثبت ۷۹۳۶ به‌عنوان یکی از آثار ملی ایران به ثبت رسیده است.